# 클라우드 아틀라스 (소설)
클라우드 아틀라스(영어: Cloud Atlas)는 2004년 데이비드 미첼의 SF 소설이다. 2012년 동명의 이름으로 영화화되었다.